# Willie Young
Pour les articles homonymes, voir Young.
Willie Young est un footballeur écossais né le 25 novembre 1951 à Édimbourg. Il évoluait au poste de défenseur central.
Il a principalement joué à Aberdeen, à Tottenham, à Arsenal et à Nottingham Forest.

## Carrière
| Saison    | Club                     | Pays       | Matchs | Buts |
| --------- | ------------------------ | ---------- | ------ | ---- |
| 1970-1976 | Aberdeen FC              | Écosse     | 133    | 10   |
| 1975-1977 | Tottenham Hotspur        | Angleterre | 54     | 3    |
| 1976-1981 | Arsenal                  | Angleterre | 170    | 11   |
| 1981-1983 | Nottingham Forest        | Angleterre | 59     | 5    |
| 1983-1984 | Norwich City             | Angleterre | 6      | 0    |
| 1983-1984 | Brighton and Hove Albion | Angleterre | 4      | 0    |
| 1984-1985 | Darlington               | Angleterre | 4      | 0    |

## Palmarès
- Vainqueur de la Coupe d'Angleterre en 1979 avec Arsenal
- Finaliste de la Coupe d'Angleterre en 1978 et 1980 avec Arsenal